# Guido Bonatti

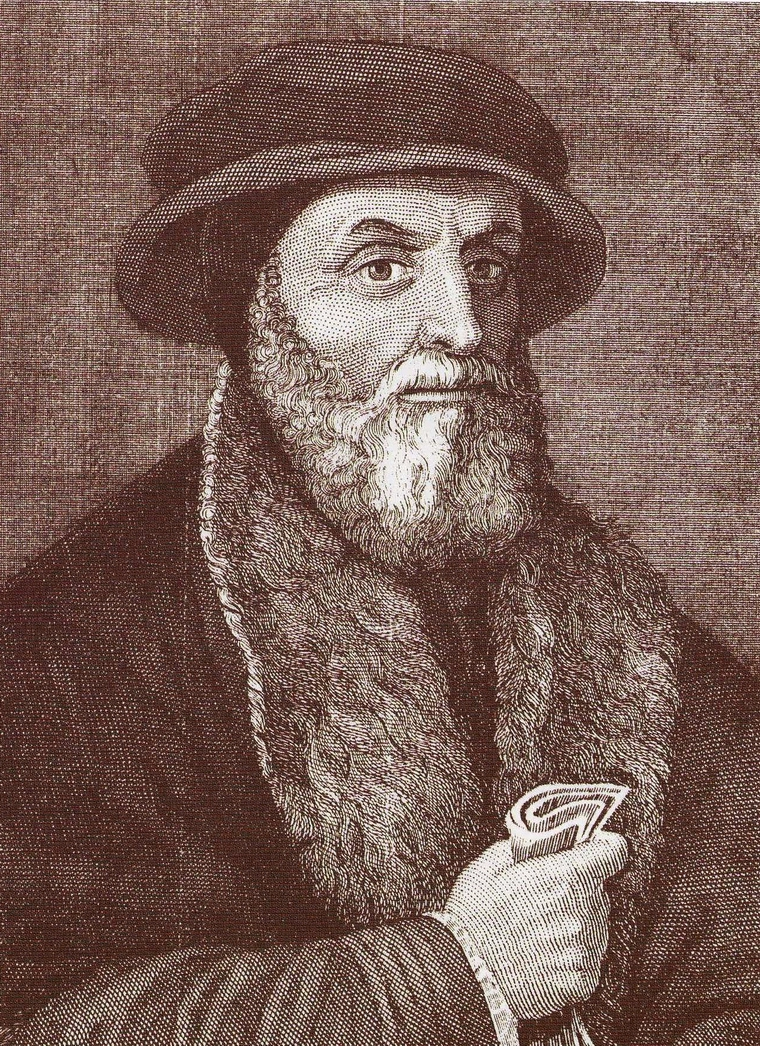
Guido Bonatti, anonymer Stich, 16. Jahrhundert

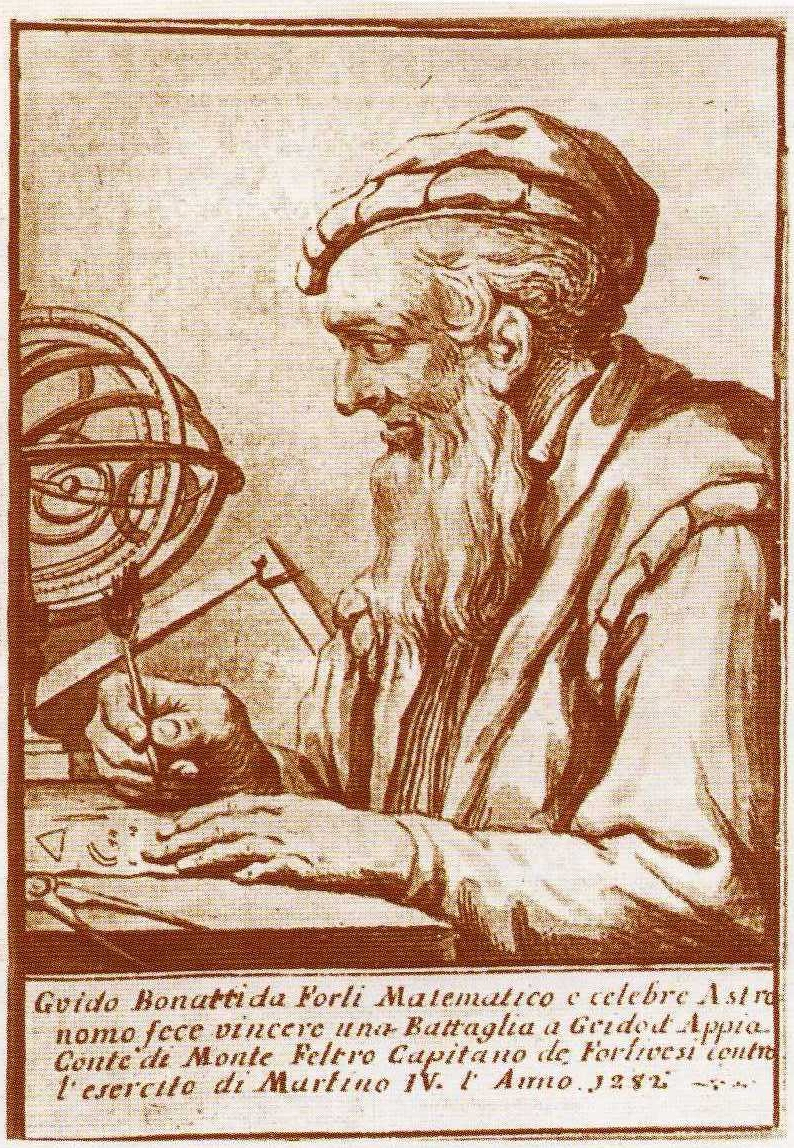
Guido Bonatti, anonymer Stich, 18. Jahrhundert

Guido Bonatti  (* zirka 1210 in Forlì; † zwischen 1296 und 1300) war ein italienischer Mathematiker, Astronom und Astrologe, er war der berühmteste Astrologe des 13. Jahrhunderts.
Bonatti war Berater von Friedrich II. (HRR), Ezzelino III. da Romano, Guido Novello da Polenta und Guido I. da Montefeltro. Er war auch den Städten Florenz, Siena und Forlì zu Diensten. All seine Auftraggeber waren Ghibellinen (Unterstützer des römisch-deutschen Kaisers), die im Streit mit den Guelfen (Unterstützer des Papstes) lagen, sie wurden allesamt irgendwann exkommuniziert.
Bonattis astrologischer Ruhm wurde in Dantes Divina Comedia kritisiert, wo er als jemand dargestellt wurde, der als Strafe für seine Astrologie in der Hölle schmort.
Sein berühmtestes Werk ist das um 1277 geschriebene Liber Astronomiae, Buch der Astronomie, und es blieb für die folgenden zwei Jahrhunderte ein klassisches Astrologiewerk.

## Leben
Bonattis Geburts- und Todesdatum sind unbekannt, letzteres dürfte zwischen 1296 und 1300 liegen. Im Jahre 1233 ist er als Sieger aus einem Disput mit dem Mönch Giovanni Schio hervorgegangen, der die Unwissenschaftlichkeit der Astrologie verfocht.
Bonatti soll vom Kaiser zum Professor für Mathematik und Astronomie in Bologna ernannt worden sein, war aber wohl auch in Paris und Padua und hat sich hauptsächlich mit Astrologie beschäftigt.
Er war möglicherweise der erste Astrologe, der die sogenannte Mittelpunktsmethode benutzte. Er setzte sie ein, um die Zeitpläne militärischer Feldzüge des Grafen von Montefeltro zu verbessern. Der kriegslustige Graf soll ohne Bonattis astrologischen Rat keinen Streifzug unternommen haben.
Es ist überliefert, dass Bonatti gegen Ende seines Lebens in den Franziskanerorden eingetreten sein soll. Das wurde in Frage gestellt, da er den Franziskanern in seiner früheren Zeit viel Verachtung entgegengebracht hatte.
Jedenfalls erhebt der Franziskanerorden im 1924er Eröffnungsband seiner jährlichen Veröffentlichung „Franziskanische Studien“ Anspruch auf Bruder Guido Bonatti: „Der berühmte Arzt, Astronom und Astrologe, Guido Bonatti, ein Franziskaner-Minorit, zog Studenten aus allen Teilen Europas an. Er schrieb Theoria Planetarum (1506 in Venedig gedruckt) und Liber Astronomicus“.
Johann Christoph Adelung hält den Eintritt für plausibel, da der Graf von Montefeltro zuvor denselben Schritt gegangen war und Bonatti daher vermutlich seines Unterhalts beraubt war, weshalb er ihm nachfolgte.
Nach dem unbestätigten Bericht des italienischen Historikers Ludovico Antonio Muratori soll Bonatti bei der Rückkehr von Studienreisen nach Paris und anderen italienischen Städten in der Nähe von Casena von Räubern ermordet worden sein, seinen Leichnam habe man auf der Straße liegen lassen. Hinweise aus verschiedenen Quellen deuten darauf hin, dass Bonatti bei seinem Tod in seinen Achtzigern gewesen sein muss.